# Wielki nóż
Wielki nóż (ang. The Big Knife) – amerykański film z 1955 roku w reżyserii Roberta Aldricha, zrealizowany na podstawie sztuki Clifforda Odetsa. Obraz nagrodzono Srebrnym Lwem na 16. MFF w Wenecji.

## Obsada
- Shelley Winters – Dixie Evans
- Rod Steiger – Stanley Shriner Hoff
- Wendell Corey – Smiley Coy
- Jean Hagen – Connie Bliss
- Jack Palance – Charles Castle